# Čampasak (město)
Čampasak je město v jižním Laosu, v provincii stejného jména (provincie Čampasak).
Město Čampasak se nachází na pravém břehu Mekongu, přibližně 40 kilometrů jižně od hlavního města provincie Čampasak, Pakse.
Město Čampasak bylo kdysi hlavním městem laoského Království Čampasak. Za časů Francouzské Indočíny jeho význam postupně upadal. Nyní je město Čampasak malým městem bez většího politického či hospodářského významu. Důležitým zdrojem obživy obyvatel města Čampasaku je turistika - v blízkosti (přibližně 10 kilometrů daleko) se nachází rozvaliny chrámu Wat Phu z angkorské éry, který je součástí Světového dědictví UNESCO.